# Iulia Lipnițkaia
Iulia Lipnițkaia (rusă Ю́лия Вячесла́вовна Липни́цкая, n. 5 iunie 1998, Ekaterinburg, Regiunea Sverdlovsk, Rusia) este o patinatoare artistică rusă, campioană europeană în concursul feminin individual (2014), campioană olimpică în concursul de patinaj pe echipe (Soci 2014).

## Rezultate

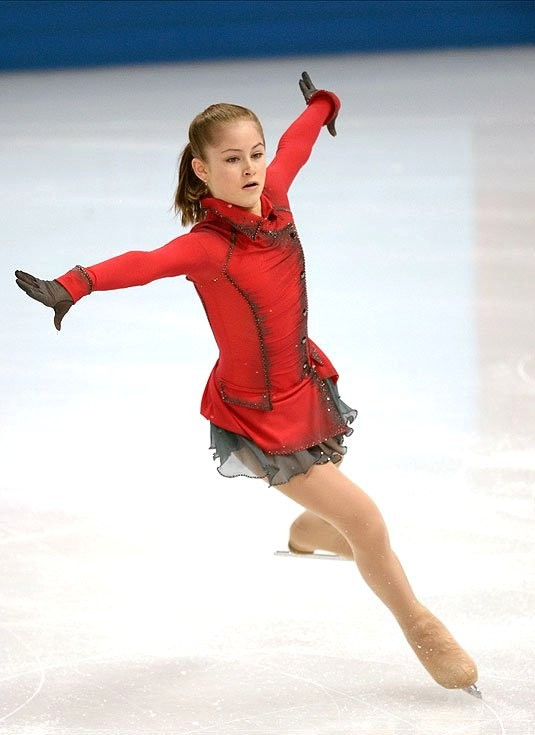
Jocurile Olimpice de iarnă din 2014.

| Competiție / Sezon             | 2009/10 | 2010/11 | 2011/12 | 2012/13 | 2013/14 |
| ------------------------------ | ------- | ------- | ------- | ------- | ------- |
| Jocurile Olimpice              |         |         |         |         | 5       |
| Campionatul mondial            |         |         |         |         | 2       |
| Campionatul european           |         |         |         |         | 1       |
| Finală de Grand Prix           |         |         |         | WD      | 2       |
| Campionatul rus                |         | 4       | 2       | WD      | 2       |
| Campionatul mondial de juniori |         |         | 1       | 2       |         |
| Finală de Junior Grand Prix    |         |         | 1       |         |         |
| Campionatul rus de juniori     | 5       | WD      | 1       | 5       |         |
| Concursul pe echipe            |         |         |         |         |         |
| Jocurile Olimpice              |         |         |         |         | 1       |